# Albici
Gli Albici era una confederazione tribale di tribù galliche nel sud-est della Francia sopra Marsiglia citati da Gaio Giulio Cesare. Il loro territorio si estendeva tra le Prealpi di Vaucluse a nord e il Massiccio del Luberon a sud.
Le tribù della confederazione erano:
- i Vordenses (presso Gordes)
- gli Albienses (presso il Plateau d'Albion)
- i Vulgientes (presso Apt)

Gli Albici confinavano a sud con i Salluvi, ad ovest con i Cavari, a nord con i Memini e con i Voconzi.